# Campionati italiani di sci alpino 1993
Ai campionati italiani di sci alpino 1993 furono assegnati i titoli di discesa libera, supergigante, slalom gigante, slalom speciale e combinata, sia maschili sia femminili.

## Risultati

### Uomini

#### Discesa libera
| Pos. | Atleta            | Nazione |
| ---- | ----------------- | ------- |
| 1    | Kristian Ghedina  | Italia  |
| 2    | Luigi Colturi     | Italia  |
| 3    | Gianfranco Martin | Italia  |

#### Supergigante
| Pos. | Atleta            | Nazione |
| ---- | ----------------- | ------- |
| 1    | Werner Perathoner | Italia  |
| 2    | Luigi Colturi     | Italia  |
| 3    | Peter Runggaldier | Italia  |
| 3    | Pietro Vitalini   | Italia  |

#### Slalom gigante
| Pos. | Atleta               | Nazione |
| ---- | -------------------- | ------- |
| 1    | Gerhard Königsrainer | Italia  |
| 2    | Alberto Tomba        | Italia  |
| 3    | Luca Pesando         | Italia  |

#### Slalom speciale
| Pos. | Atleta                 | Nazione |
| ---- | ---------------------- | ------- |
| 1    | Alberto Tomba          | Italia  |
| 2    | Konrad Kurt Ladstätter | Italia  |
| 3    | Heinz Peter Platter    | Italia  |

#### Combinata
| Pos. | Atleta             | Nazione |
| ---- | ------------------ | ------- |
| 1    | Josef Polig        | Italia  |
| 2    | Alessandro Fattori | Italia  |
| 3    | Kristian Ghedina   | Italia  |

### Donne

#### Discesa libera
| Pos. | Atleta         | Nazione |
| ---- | -------------- | ------- |
| 1    | Bibiana Perez  | Italia  |
| 2    | Barbara Merlin | Italia  |
| 3    | Isolde Kostner | Italia  |

#### Supergigante
| Pos. | Atleta         | Nazione |
| ---- | -------------- | ------- |
| 1    | Bibiana Perez  | Italia  |
| 2    | Isolde Kostner | Italia  |
| 3    | Barbara Merlin | Italia  |

#### Slalom gigante
| Pos. | Atleta             | Nazione |
| ---- | ------------------ | ------- |
| 1    | Deborah Compagnoni | Italia  |
| 2    | Sabina Panzanini   | Italia  |
| 3    | Morena Gallizio    | Italia  |

#### Slalom speciale
| Pos. | Atleta          | Nazione |
| ---- | --------------- | ------- |
| 1    | Roberta Pergher | Italia  |
| 2    | Bibiana Perez   | Italia  |
| 3    | Barbara Merlin  | Italia  |

#### Combinata
| Pos. | Atleta              | Nazione |
| ---- | ------------------- | ------- |
| 1    | Barbara Merlin      | Italia  |
| 2    | Erika Della Moretta | Italia  |
| 3    | Marcella Biondi     | Italia  |